# Caspar Schwenckfeld
Caspar Schwenckfeld (Greiffenbourg, Gryfów Śląski, Silesia; 1563-1609) fue un médico que ejerció en Hirschberg y que publicó varias obras sobre historia natural.
Publicó en Liegnitz en 1603, Theriotropheum Silesiae, una obra general sobre la fauna de Silesia que fue el primer libro de fauna regional de Europa.
El cuarto volumen de esta obra está dedicado a las aves que presenta siguiendo el orden alfabético en latín. Sus descripciones, bastante cortas, son lo suficientemente buenas como para permitir la identificación. También incluye el léxico con los términos morfológicos utilizados en su época. Para la realización de esta obra se basó en los trabajos de Conrad Gessner y de Ulisse Aldrovandi.

## Obras
- Thesaurus pharmaceuticus, medicamentorum omnium fere facultates et praeparationes continens, ex probatiss. quibusq. auctoribus collectus per Casparem Schwenckfelt (1587).
- Stirpium et fossilium Silesiae catalogus... (1600).
- Therio-tropheum Silesiae, in quo animalium, hoc est quadrupedum, reptilium, avium, piscium, insectorum natura, vis et usus sex libris perstringuntur (1603).

- Datos: Q2941160